# メリアン (トールキン)
メリアン（Melian）は、J・R・R・トールキンの中つ国を舞台とした小説『シルマリルの物語』及び『終わらざりし物語』の登場人物。マイアールの一人（マイエ）で偉大な力と智慧を備えていた。ベレリアンドの上級王シンゴル（エルウェ）の妻であり、ルーシエン・ティヌーヴィエルの母である。また、彼女はドリアスの女王としてもその名を知られており、中つ国史上唯一子を生したアイヌアである。彼女を通じて世界創造前に生まれた聖霊の血が、エルフと人間の間に流れることとなる。

## 中つ国に来る以前のメリアン
メリアンはアイヌアの中でもマイアールに属する者であったが、世界の創造前はヴァラールの一員であるヤヴァンナと似た存在であったという。彼女はヴァーナとエステに仕えるマイエであり、中つ国に来る前はアマンのローリエンの庭園に住んでいて、そこに花咲く木々の世話をしていたといわれている。ローリエンの民の中でメリアンよりも美しく、賢いものはいなかったという。彼女は特に人をうっとりとさせるような歌に秀でており、彼女が歌い始めると、ヴァラールは仕事を中断し、鳥たちも囀るのをやめ、鐘の音や水の流れる音すら黙するほどであった。彼女は小夜啼鳥を愛し、鳥たちに歌い方を教えたとされている。また彼女は木々と森の深い蔭を愛したという。

## 中つ国に来訪したメリアン
クイヴィエーネンの湖の畔にてエルフが目覚めた頃、メリアンはアマンの地を離れ、中つ国へとやってきた。何故彼女が至福の地を去って、中つ国へとやって来たのかは定かではないが、沈黙に満ちたその地をメリアンは自らの歌声と小夜啼鳥たちの歌で満たした。
エルフの三氏族たちが至福の地アマンへと向かう中、三番目の氏族であるテレリたちはエルウェを王に戴いて西方へと向かっていた。そんな中エルウェは友であるノルドールの王フィンウェの野営地を訪れようとしていた。その時ナン・エルモスの森から聞こえる小夜啼鳥の声に惹かれた彼は森の中へと入っていった。そして彼はそこでメリアンの歌声に心を奪われる。その心を蕩かすような歌声に、エルウェは自分の目的も、己が民のことも全て忘れてしまい、メリアンの元へと近づいていった。二人はナン・エルモスの木々が、高く伸びるほどの長い時を見つめ合い過ごした。そして二人は恋に落ちたのであった。
その間エルウェの民たちは必至に彼を探し求めたが、ついに見つけること叶わず、彼を見出すことを諦めた一部の民は、エルウェの弟オルウェを王としてアマンに向かっていった、と後世には伝えられている。
エルウェはメリアンとともに中つ国に残ることを選び、二度と再び至福の国アマンの土を踏むことはなかった。彼はベレリアンドにおける、アマンへの旅を拒否し中つ国に残った、全てのエルフたちの王エル・シンゴルとなった。彼の王国はエグラドールと名付けられ、そしてメリアンは其処の王妃となり、シンゴルのためにその大いなる力を振るうことになる。

## シンゴルの妃としてのメリアン
シンゴルの民は、のちにシンダールと呼ばれた。王であるシンゴルを除けば、彼らシンダールは至福の地アマンにおける、二つの木の光を見たことのないモリクウェンディであったが、カラクウェンディであるエルウェ（シンゴル）の統治下にあったことと、アイヌアの一人であるメリアンから、直接指導を受けたため、中つ国に残ったエルフたちの中で最も美しく知恵があり、技に優れたものたちとなった。
メルコールがマンドスの囚人となって一期が過ぎる頃、二人の間にイルーヴァタールの子らの中でも、後にも先にも存在したことがないほどの、美しい娘がこの世に生まれ出た。彼女こそレイシアンの謡で後世にもその名を知られるルーシエンである。中つ国の大部分はヤヴァンナの眠りの下に置かれていたが、メリアンの支配下にあるベレリアンドは生命の息吹があった。また、この頃ベレリアンドに現れたドワーフ達とシンダールは取引を始めるようになる。
メリアンはマイアールの常として予見の能力に恵まれていた。メルコールが虜囚となって二期が過ぎると彼女は夫にアルダの平和は永久には続かないと助言した。そのためシンゴルはベレグオストのドワーフたちに依頼し、守り堅固な場所を築くこととなった。彼らはネルドレスの森とレギオンの森の堺にある岩山を切り開き、地下深くに数多の部屋を持つ地下王宮を造り出した。ここはメネグロス（千洞宮）と名づけられた。そしてメルコールが囚われの身となって三期目が近づいてくると、かつて北方にいた邪悪なものたちが蠢動し始めた。それらの噂は交易相手のドワーフを通じてもたらされ、シンゴルはそれまでは必要とはされなかった武器を造ることにした。だがシンダールはノルドールと異なり、冶金の技術には通じていなかったため、最初はノグロドのドワーフから武器を購入した。その後シンダールも鍛冶の技を習得することになり武器を自作するようになるが、鋼の精錬だけはドワーフを凌駕することはできなかった。こうしてシンゴルの武器庫は充実していった。
この頃のベレリアンドではエルフたちが自由に森を逍遥し、メリアンとルーシエンはそれぞれ真昼と春の暁の如き美しさを誇った。シンゴル王はエルフでありながら、あたかも高貴なマイアの如く玉座に座していた。しかしこの平和な状態もついに終わりが来た。メルコール、今やモルゴスと呼ばれる者が二つの木を損なって中つ国に逃亡してきたからである。モルゴスとウンゴリアントの仲間割れがはるか北方で起き、彼の上げた凄まじい絶叫はベレリアンド中に響き渡り、これから起きる恐るべき事々の先触れとなったのである。それから間もなくバルログたちに追い払われたウンゴリアントが南下して、シンゴルの王国に入り込もうとしたが、これはメリアンの力で防がれ、かの闇の大蜘蛛はエレド・ゴルゴロスの南側の絶壁の麓に広がるナン・ドゥンゴルセブの地に巣食った。
モルゴスはアングバンドに戻ると、早速オークの大兵団を送り出して中つ国の征服を開始した。こうしてベレリアンド初めての合戦が起きる。シンゴル王とその王国は勝利を得るが、援軍として来たオッシリアンドのエルフたちはデネソール王を始め殆どが討ち死にした。ファラスにいたシンゴル王の縁者キーアダンとその民は敗北し、海岸沿いに追いやられた。こうした犠牲の余りの大きさに、メリアンはネルドレスの森とレギオンの森を含むシンゴルの王国一帯を、魔法の守りで囲むこととした。これがメリアンの魔法帯（Girdle of Melian）である。この後エグラドールは「囲われたる地」、「魔法帯の地」の意であるドリアスと呼ばれるようになる。

## メリアンの魔法帯
この魔法帯は影と惑わしによる見えざる壁で作られており、マイアであるメリアンよりも強い力を持つものでない限り、メリアンまたはシンゴルの意に反して通過することは決してできない。この魔法帯の力は、後にトル＝シリオンを奪ったサウロンの呪術とナン・ドゥンゴルセブで拮抗し、ウンゴリアントが去った後も、彼の地を狂気と恐怖に満ちた場所に変貌させてしまうほどのものであった。だがレイシアンの謡にあるようメリアンは、何時の日かこの魔法帯を通り抜けて来るものが現れると予見していた。その魔法帯を突破するものが後に運命の力に導かれたベレンであり、シルマリルの力が加わったカルハロスである。

## ドリアスの女王としてのメリアン
ドリアスの女王となったメリアンは、アマンから渡ってきたノルドールの公子・公女たちのうちフィナルフィン王家の者たちに対しては魔法帯の自由な通過を許した。その中でも特にガラドリエルと親しく接し、彼女から話を聞くことで、アマンの地で何が起きたかを知る。しかし同時に、彼女が何かを隠していることも見抜いた。その隠していたこと、即ち忌むべき同族殺害は、後にモルゴスの悪意ある噂としてシンダールの間に知れ渡り、シンゴルの耳に入ることとなる。ただフィナルフィン王家はそれに関わっていないことが判明し許される。またガラドリエルはメリアンのもとで多くのことを学び、後にエルダリエの中でも極めて力あるものとなる。
そして第四の合戦でエルフ側が大打撃を受けた後、ベレンが魔法帯を通り抜けてドリアスへとやってきてルーシエンと恋に落ちる。シンゴルはこれを許さなかったが、メリアンはシンゴルに、ベレンは運命に誘われて魔法帯を通り抜けて来たのであって、彼の運命はシンゴルの運命と一つに糾われていると忠言する。そこでシンゴルはベレンに娘が欲しくばシルマリル一つと引き換えでなければ許さないと申し渡す。ベレンはそれを承諾してドリアスを去ったが、メリアンはこの条件は、シンゴル自身そしてドリアスをも滅びの運命に引き入れてしまったと予見する。其処から先はレイシアンの中で歌われているとおりであり、ベレンは見事ルーシエンを娶り、シンゴルの手にはシルマリルの一つが手に入ることとなる。メリアンはそれをフェアノールの息子たちに手放すよう忠言するが、フェアノールの宝玉に魅了されてしまったシンゴルはそれを聞き入れなかった。
第五の合戦後、壊滅的な打撃を受けたエルフ・人間連合は、最早無事残された国はドリアスとナルゴスロンドとゴンドリンの3つだけとなっていた。そんな時、ハドル一族の跡取りであるフーリンの子トゥーリンが、危険を避けるためドリアスに送られ、そこでシンゴルの養子として養育される。しかしかれは青年に達した後に、イザコザを起こして一人のエルフを殺めてしまい、国を出奔する。国を出たトゥーリンを探すために暇乞いを申し出たベレグに対して、彼に餞別として大量のレンバスを与えるとともに、彼がシンゴル王から賜った剣アングラヘルにこもっている製作者の邪念に注意するようマイアとしての知見から助言する。その後、トゥーリンの母と妹もドリアスに疎開してくるが、トゥーリンがいないことに落胆しながらもメリアンの魔法帯の中で安息を得る。だがナルゴスロンドの陥落とともにトゥーリンの噂が流れてきて、メリアンの予見と忠言にもかかわらずトゥーリンの母妹もドリアスを出ていってしまう。この結果トゥーリン一家は悲惨な末路を辿ることとなる。
モルゴスから拘束を解かれたフーリンは、彼の家族の顛末をモルゴスの悪意で事実を捻じ曲げて見聞きさせられた。彼はナルゴスロンドの宝物庫からナウグラミーアを取って来ると、ドリアスにやって来てシンゴル王の前に引き立てられた。そして王にナウグラミーアを投げ付けると、シンゴルに家族が世話になった礼だと詰った。しかしメリアンはフーリンに、シンゴルは懸命に彼の家族の面倒を見ようとしたことを説明し、モルゴスの悪意と呪いでフーリンの目が曇らされていることを告げると、その曇りを彼女の力で取り除いた。そこで始めて正気に返ったフーリンは、改めてナウグラミーアをシンゴル王に献上し、ドリアスを去っていった。

## エルウェ死後のメリアン
シンゴル王はフーリンから納められたナウグラミーアとシルマリルを合わせて一つの宝物とすることを思いたち、それをノグロドのドワーフたちに依頼する。しかしドワーフたちはシルマリルに魅了されてしまい、その仕事料としてシルマリルをはめ込んだナウグラミーアそのものを要求する。激高したシンゴル王はそれを拒絶した上、侮蔑の言葉を投げかけたためドワーフたちに殺されてしまう。王の死に悲嘆に暮れたメリアンは、シルマリルに気をつけるよう、娘夫婦にこのことを急いで伝えるよう、マブルングに命じると至福の地アマンへと戻ってしまった。何故なら彼女を中つ国の地に繋いでいたのは、シンゴルへの愛だけだったからである。そして彼女はローリエンの地に戻って哀しみに耽ったという。

## 名前の意味
シンダリンではメリアン。クウェンヤではメリヤンナ（Melyanna, melya+anna）。その意味は「大事な贈り物」（Dear gift）もしくは「愛の贈り物」（Gift of Love）。